# 伊丽莎白二世加冕礼嘉賓名單
以下是1953年6月2日举行的伊丽莎白二世加冕礼上的王室嘉宾名单。

## 伊丽莎白二世和愛丁堡公爵菲利普家人

### 伊丽莎白二世家人

#### 英國王室
- 愛丁堡公爵菲利普親王，女王丈夫
  - 康沃尔公爵康沃尔公爵查爾斯王子，女王長子
- 伊丽莎白王太后，女王母親
  - 玛格丽特公主，女王妹妹
- 玛丽长公主，女王姑母
  - 第七代哈伍德伯爵乔治·拉塞尔斯及其夫人，女王表哥和表嫂
  - 杰拉尔德·拉塞尔斯，女王表哥
- 格洛斯特公爵亨利王子和格洛斯特公爵夫人爱丽斯王妃，女王叔叔和嬸母
  -  格洛斯特的威廉王子，女王堂弟
  - 第二代格洛斯特公爵理查王子，女王堂弟
- 肯特公爵夫人玛丽娜公主，女王叔母
  - 肯特公爵愛德華王子，女王堂弟
  - 亚历山德拉郡主，女王堂妹
  - 迈克尔王子，女王堂弟
- 玛丽·路易丝公主，女王的堂姐
- 康諾的帕特麗西婭·拉姆齐夫人和亞曆山大·拉姆齐，女王遠親及其丈夫

#### 鲍斯-里昂家族
由于和女王血緣太多遙遠，所以不列出關系
- Albemarle Bowes-Lyon，
- 西蒙·鲍斯-里昂
- 安德鲁·埃尔芬斯通夫人，
- 詹姆斯·鲍斯·莱昂

#### 剑桥家族
由于和女王血緣太多遙遠，所以不列出關系
- 第二代剑桥侯爵乔治·剑桥及其夫人
  - 玛丽·惠特利夫人
- 第十代博福特公爵亨利·萨默塞特及其夫人
- 海伦娜·吉布斯夫人

### 愛丁堡公爵菲利普家人

#### 希腊王室
- 愛丁堡公爵菲利普親王(同時為希腊王室成員)
- 肯特公爵夫人玛丽娜公主(同時為希腊王室成員)，公爵堂姐
- 巴滕贝格的爱丽丝公主，公爵母親
  - 霍恩洛厄-朗根堡的戈特弗里德和希腊的瑪格麗塔公主，愛丁堡公爵姐夫和姐姐
    - 霍恩洛厄-兰根堡的贝娅特丽克丝公主，公爵外甥女

  - 希腊的奥多拉公主和巴登候爵貝托爾德，公爵二姐和二姐夫
    - 巴登的马克西米利安，公爵外甥

  - 汉诺威的格奥尔格·威廉和希腊的索菲亞公主，公爵三姐夫和三姐
- 希腊的乔治王子和法國的瑪麗·波拿巴公主，公爵伯父和伯母(代表他的侄子國王保罗一世)

#### 蒙巴頓家族
- 愛丁堡公爵菲利普親王(同時為蒙巴頓家族成員)
- 第三代米尔福德黑文侯爵大卫·蒙巴顿，公爵的表哥
- 第一代缅甸的蒙巴頓伯爵路易斯·蒙巴顿和蒙巴顿伯爵夫人埃德温娜·蒙巴顿，公爵舅舅和舅媽
  - 第七代布拉伯恩男爵约翰·纳奇布尔和第二代缅甸的蒙巴顿伯爵夫人帕特里夏·纳奇布尔，公爵表妹夫和表妹
  - 帕梅拉·希克斯夫人，公爵表妹
- 布鲁克侯爵夫人艾琳·蒙巴顿和第一代卡里斯布鲁克侯爵亚历山大·蒙巴顿

## 大英帝國保護國或殖民地王室
- 苏丹希沙慕丁沙和拉惹遮玛
- 苏丹依布拉欣
- 苏丹依德里斯
- 苏丹依布拉欣
- 阿卜杜拉·萨利姆·萨巴赫
- 萨勒曼·本·哈马德·阿勒哈利法
- 沙赫布特·本·苏丹·阿勒纳哈扬
- 苏丹奧瑪阿里賽義夫汀三世
- 苏丹阿里三世·伊本·阿卜杜勒·卡里姆·阿卜杜勒
- 哈利法·本·哈鲁布
- 萨洛特·图普三世
- 艾哈迈德·本·阿里·阿勒萨尼(代表他的父親埃米爾阿里·本·阿卜杜拉·阿勒萨尼)

## 外國王室
- 挪威王儲奧拉夫王子和挪威王儲妃玛塔公主(代表父親國王哈康七世)，女王和公爵遠親
  - 挪威的阿斯特丽公主，女王和公爵遠親
- 丹麥的亚斯里王子和丹麥王妃玛格丽特公主，女王和公爵遠親
- 哈蘭公爵贝蒂尔亲王(代表父親國王古斯塔夫六世·阿道夫)，女王遠親
- 阿爾貝王子(代表兄長国王博杜安一世)，女王遠親
- 让大公儲和约瑟菲娜·夏洛特大公儲夫人(代表其母卢森堡女大公夏洛特)
- 伯恩哈德亲王(代表妻子朱丽安娜女王)
- 老撾王儲西萨旺·瓦达纳(代表父親國王西萨旺·冯)
- 尼泊尔的喜马拉雅王子(代表父親國王特里布万)
- 皇太子阮福保隆(代表父皇皇帝保大帝)
- 皇嗣明仁(代表父親裕仁天皇)
- 皇儲阿姆哈·塞拉西(代表父皇皇帝海尔·塞拉西一世)
- 法赫德·本·阿卜杜勒-阿齐兹·阿勒沙特(代表父親國王伊本·沙特)
- 萨达尔·沙阿·瓦利·汗(代表侄子國王穆罕默德·查希尔·沙阿)
- 伊拉克王儲阿布杜勒·伊拉(代表國王費薩爾二世)
- 西索瓦·莫尼勒(代表外甥)